# Marina minor
Marina minor är en ärtväxtart som först beskrevs av Joseph Nelson Rose, och fick sitt nu gällande namn av Rupert Charles Barneby. Marina minor ingår i släktet Marina och familjen ärtväxter. Inga underarter finns listade i Catalogue of Life.